# Chapelle de l'Épiphanie
Chapelle de l'Épiphanie är ett kapell i Paris, helgat åt Herrens uppenbarelse. Kapellet är beläget vid Rue du Bac i Quartier Saint-Thomas-d'Aquin i 7:e arrondissementet. Kapellet ritades i barockstil av arkitekten Pierre Lambert (1646–1709) för Missions Etrangères.

## Omgivningar
- Saint-Thomas-d'Aquin
- Chapelle Notre-Dame-de-la-Médaille-Miraculeuse
- Chapelle Laennec
- Square des Missions-Étrangères
- Hôtel Matignon
- Impasse de Shanghai
- Jardin Catherine-Labouré
- Sveriges ambassad i Paris

## Bilder
| - Minnestavla. - Missionärernas avsked. |

| - Oratoriet Regina Martyrum i den närbelägna Jardin des Missions-Étrangères. |

## Kommunikationer
- Tunnelbana – linjerna   – Sèvres – Babylone
- Busshållplats Bac – Babylone – Paris bussnät, linje 86

### Webbkällor
- ”Chapelle des Missions Étrangères de Paris” (på franska). Commission Diocésaine d'Art Sacré. L'Église Catholique à Paris. Arkiverad från originalet den 6 maj 2021. https://archive.md/Mrsrk. Läst 6 maj 2021.
- ”Oratoire du jardin des Missions étrangères” (på franska). Commission Diocésaine d'Art Sacré. L'Église Catholique à Paris. Arkiverad från originalet den 6 maj 2021. https://archive.ph/ypSXe. Läst 6 maj 2021.